# Anisota pellucida
Anisota pellucida är en fjärilsart som beskrevs av John Abbot och Smith 1797. Anisota pellucida ingår i släktet Anisota och familjen påfågelsspinnare. Inga underarter finns listade i Catalogue of Life.